# ストローブス
ストローブス（Strawbs）は、イングランド出身のロックバンド。
ブルーグラス・バンドとしてスタートし、1970年代にはトラッドやバロック音楽などを融合したプログレッシブ・ロックにシフト。その後はエレクトリック・ギターを導入しAOR路線にも転化するなど、時代に合わせたフォークロックの枠に囚われないスタイルを展開した。活動は60年に及ぶ。

## 概要・略歴

### 黎明期（1964年 - 1969年）
1964年、デイヴ・カズンズ (G/Vo)、トニー・フーパー (G/Vo)らを中心に、トリオ編成のブルーグラス・バンド「Strawberry Hill Boys」を結成。
1967年、バンド名を「ストローブス（The Strawbs)」と改名する。同年にフォークシンガー サンディ・デニーが短期間参加し、デンマークでデモを録音（後のアルバム『オール・アワ・オウン・ワーク』1973年に発表）。これはデビュー・アルバムとなる筈だったが契約していたSonet Recordsとの話が流れ、他のレーベルも興味を示さずお蔵入りとなる。
1968年、デンマークでの録音が縁で、北米のレーベルA&Mレコードと英国出身グループとして初契約を締結。トニー・ヴィスコンティをプロデューサーに迎え、翌1969年にセルフタイトルの1stアルバム『ストローブス・ファースト』でデビュー。ジョン・ポール・ジョーンズやニッキー・ホプキンス、ポール・ブレットらロック・ミュージシャンが協力し、フォークロック路線にシフトしていった。

### プログレッシブ期（1970年 - 1975年）
1970年の2ndアルバム『ドラゴンフライ』に、キーボーディスト リック・ウェイクマンがゲスト参加を経て正式加入。ここからトラッドやバロック音楽などを融合したプログレッシブ・ロックを展開する。ライブ録音の3rdアルバム『骨董品』や4thアルバム『魔女の森から』(1971年）は、初期の重要な作品となった。
1972年、ウェイクマンが「イエス」に移籍した後もバンドは同路線を継続し、特にデイヴ・カズンズの意向でメロトロンを深く使用するようになっていった。同年発表の5thアルバム『グレイヴ・ニュー・ワールド』からはシングル『ニュー・ワールド』が生まれたが、その全編でメロトロンがさく裂している。そしてエレクトリック・ギターを本格導入するため、シンガーソングライターのデイヴ・ランバート(G/Vo)を呼び込み、入れ替わりで盟友トニー・フーパーが脱退した。
1973年に入ると、バンドのプログレ化はさらに加速。フォーク色から抜け出し、プログレ色が進化した6thアルバム『バースティング・アット・ザ・シームス』をリリース、イギリスで大ヒットを記録する。シングルカットされた「パート・オブ・ザ・ユニオン」が全英2位を記録。バンド最高位のヒット作となった。こうして、バンドは順風満帆に軌道に乗ったように思われたが、ロック化を進めるデイヴ・カズンズに反発した初期のメンバー全員が脱退してしまい、カズンズとランバートだけとなる。
バンドを立て直すため、元ルネッサンスのキーボーディストであるジョン・ホウケンをメロトロンを弾くことを条件に誘い入れ、新生ストローブスがスタートする。新生ストローブスは、フォーク・ロックから完全に脱却し、プログレッシブ・ロックを目指すこととなった。これが北米を中心に幅広いファン層に受け入れられ、7thアルバム『ヒーロー・アンド・ヒロイン』や8thアルバム『幻影』といった作品が、アメリカでのセールスを伸ばす。ただし本国イギリスでのランクは6thアルバム『バースティング・アット・ザ・シームス』以降、急速に下降し元に戻ることはなかった。
8thアルバム『幻影』のツアー中である1975年に来日。しかし、このツアーを最後にジョン・ホウケンが脱退。バンドは、メロトロン主軸路線を急遽変更し、9thアルバム『ノーマッドネス』を発表。カントリーやブルースに影響されたシンプルなロックを目指したが、方向転換はファンに受け入れられずアルバムは売り上げ低迷し、A&Mレーベルから契約を打ち切られる。

### AOR路線から活動停止まで（1976年 - 1980年）
大手ポリドール・レコード傘下のレーベル「Oyster」に移籍。10thアルバム『ディープ・カッツ』（1976年）、11thアルバム『バーニング・フォー・ユー』（1977年）の2作を発表。再びメロトロン主軸の路線を復活させた。また、曲調は当時流行していたAOR系サウンドに接近するシングルカットを意識した曲が増え、モダンなポップスタイルとプログレッシブ・ロックが共存する状態となった。しかし、この頃からパンク/ニュー・ウェイヴのポップカルチャーが台頭して既存の音楽が終息に向かった時代であり、アルバムセールスの難しい時期が続いた。
1977年、大手レーベル「アリスタ・レコード」に移り、12thアルバム『デッドラインズ』をリリース。出世アルバムからドラムを担当していたロッド・クームズが脱退。プログレッシブ・ロックの影響は薄れ、シングルヒット狙いの曲が多くなったが、このアルバムも販売不振を喫する。だがバンドは意欲的に次作のアルバム『ハートブレイク・ヒル』の制作を進め録音も終わっていたが、バンドの中核であるデイヴ・ランバートがカズンズと衝突し脱退。また、アリスタ・レコードからも契約を解消されてしまい、作品はお蔵入りとなる。
迎えた1980年、今度はバンドリーダーのデイヴ・カズンズが脱退してしまい、ストローブスは解散した。

### 再始動から原点回帰まで（1983年 - 2020年）

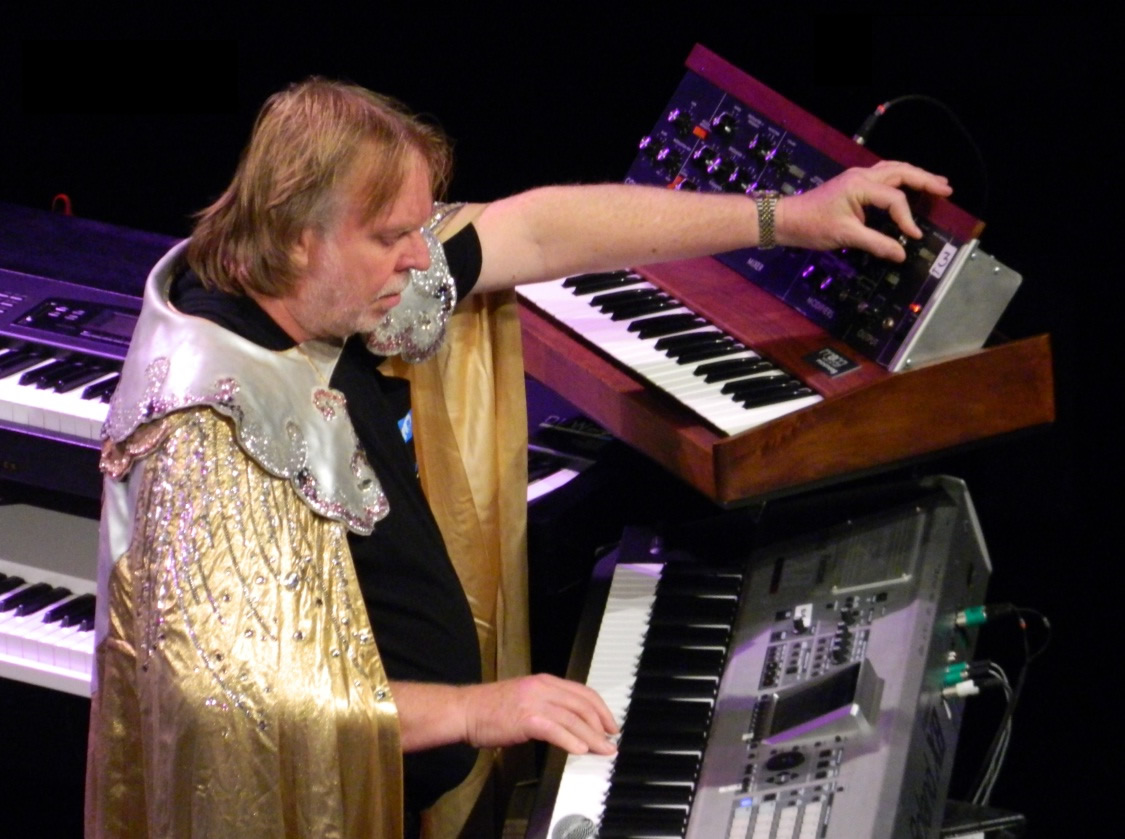
リック・ウェイクマン(Key) 2012年

その後カズンズは、創設メンバーのトニー・フーパーと再び組んで仕事を再開する。1983年、ライブ・イベントや旧友リック・ウェイクマン主宰のテレビ番組に招待され、カズンズら元メンバーが客演。これを契機にバンドは再始動を果たす。
アルバム制作も再開し、1987年に10年ぶりの13thアルバム『ドント・セイ・グッバイ』をリリース。その後もコンスタントに作品を発表していく。
1993年頃からデビュー25周年ツアーを開催。その後フーパーが脱退し活動休止するものの、1999年のデビュー30周年には盟友デイヴ・ランバートが復帰。2000年代以降は、トニー・フェルナンデス(Ds)、チャス・クロンク(B)、ジョン・ホーケン(Key)など旧メンバーが合流するようになる。
2001年、バンドの専属レーベル「Witchwood」を設立。原点のアコースティック・トリオ編成に回帰したスタイルのプロジェクト「アコースティック・ストローブス (Acoustic Strawbs)」を並行して開始し、同ユニットの初アルバム『Baroque & Roll』を発表。
2004年、初期メンバーらが合流。そこからさらに発展し、評価の高い7thアルバム『ヒーロー・アンド・ヒロイン』のメンバーが集結。アルバム『Déjà Fou』をリリースし、大規模なツアーを行う。
2008年、アルバム『The Broken Hearted Bride』を制作。ジョン・ホーケンがアシストメンバーとなり、アルバム収録後に再び脱退。これをもって、ヒーロー・アンド・ヒロインのラインナップは終焉した。
2009年、デビュー40周年アルバム『Dancing to the Devil's Beat』をリリース。同年にオリヴァー・ウェイクマン (Key)、2012年からアダム・ウェイクマン (Key)が加入するなど、旧友リック・ウェイクマンの子息達が参加。また、40周年記念のライブにはリック・ウェイクマン本人もゲスト参加した。
2011年、かつての名盤『ヒーロー・アンド・ヒロイン』をセルフ・リメイクしたアルバム『Hero & Heroine in Ascencia』を発表。
2014年、Strawberry Hill Boysから数えてのバンド結成50周年に当たる再編集アルバム『Prognostic』をリリース。
2017年、8年ぶりのオリジナル・アルバム『ザ・フェリーマンズ・カース』を発表。
2020年、かつての盟友であった創設メンバー、トニー・フーパーが死去。

### バンドの終焉（2021年 - 2025年）
2021年、フォークロック路線に回帰した4年ぶりのオリジナル・アルバム『セツルメント』を発表し、1970年代初期のメンバーだったジョン・フォードとブルー・ウィーヴァーがゲスト参加した。この年をもって、カズンズはライブツアー活動を引退する。
2023年、同名のドキュメンタリー映画と連動したアルバム『ザ・マジック・オヴ・イット・オール』を発表。前作に続いて、フォードとウィーヴァーがゲスト参加。そしてこの年8月の音楽フェス出演ライブが最後となった。
2025年、主宰デイヴ・カズンズが病没。これで、トリオ編成時代にデビューしたオリジナルメンバーは全て他界した。

## メンバー

### 最終ラインナップ
- デイヴ・カズンズ (Dave Cousins) - ギター/ボーカル (1964年-1980年, 1983年- 2023年) ♱RIP.2025年
- デイヴ・ランバート (Dave Lambert) - ギター/ボーカル (1972年-1978年, 1999年- 2023年)
- チャス・クロンク (Chas Cronk) - ベース/ボーカル (1973年-1980年, 2004年- 2023年)
- トニー・フェルナンデス (Tony Fernandez) - ドラムス (1977年-1980年, 2010年-2012年, 2014年- 2023年)
- デイヴ・ベインブリッジ (Dave Bainbridge) - キーボード (2015年- 2023年)

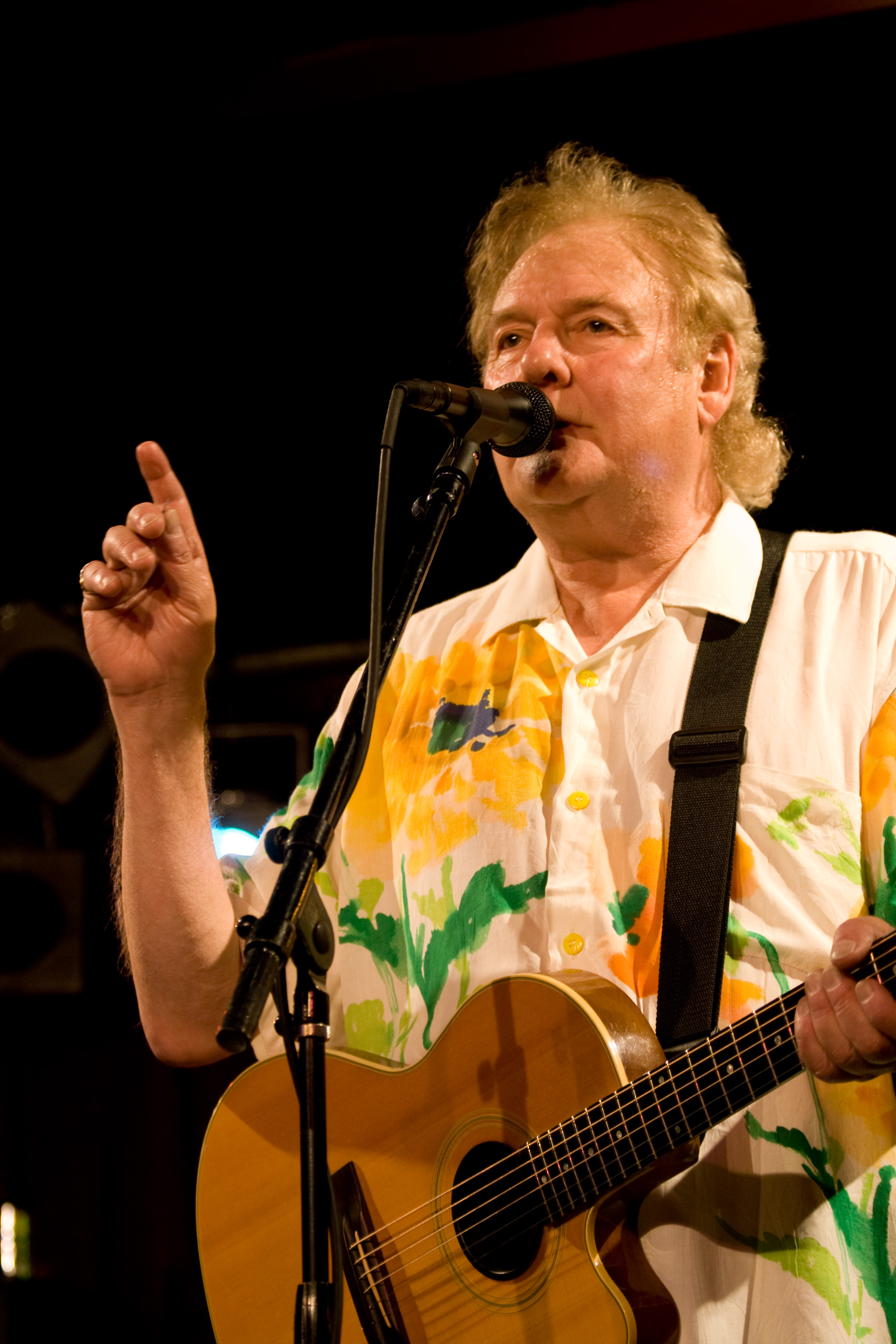
デイヴ・カズンズ(G/Vo) 2008年
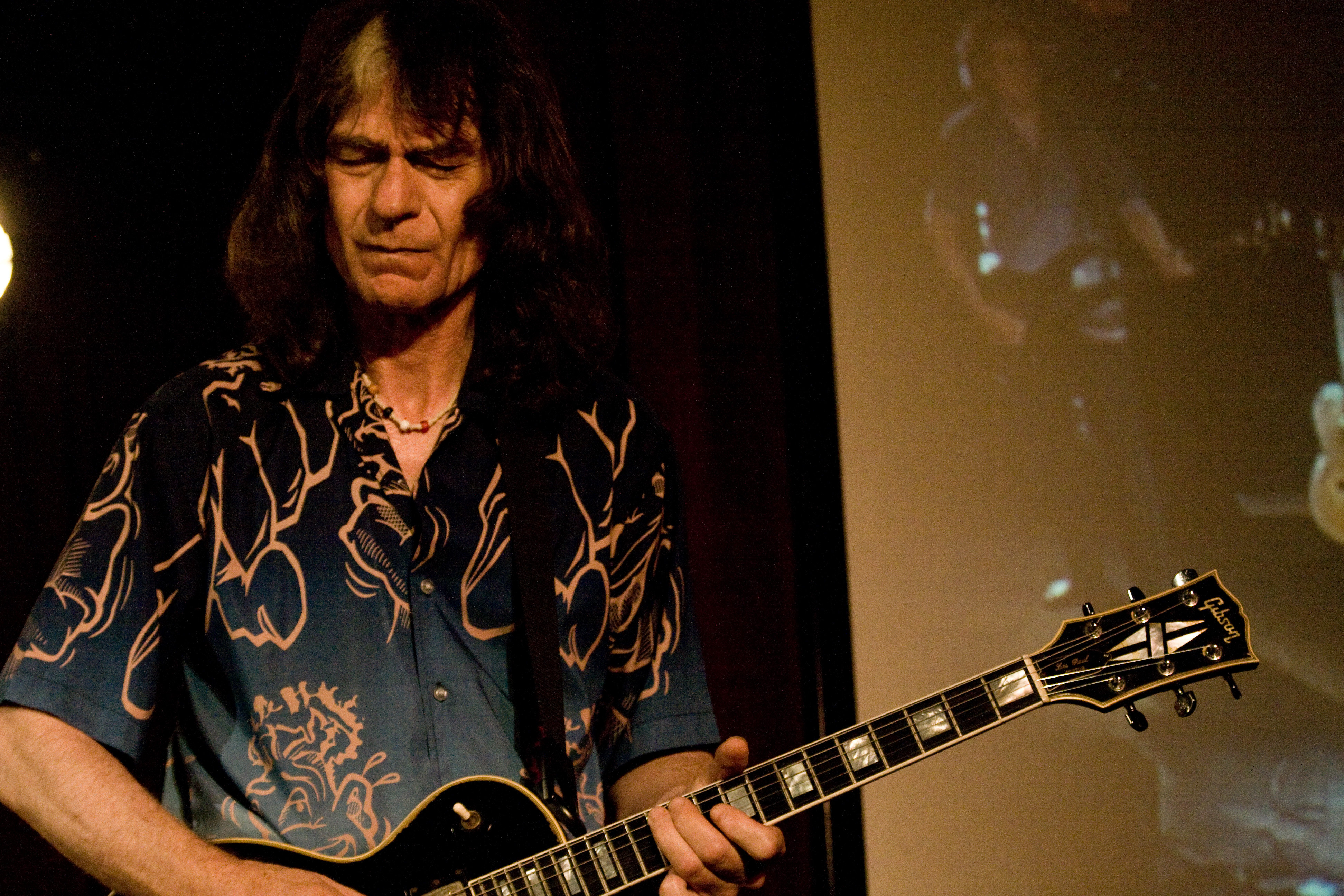
デイヴ・ランバート(G/Vo) 2008年
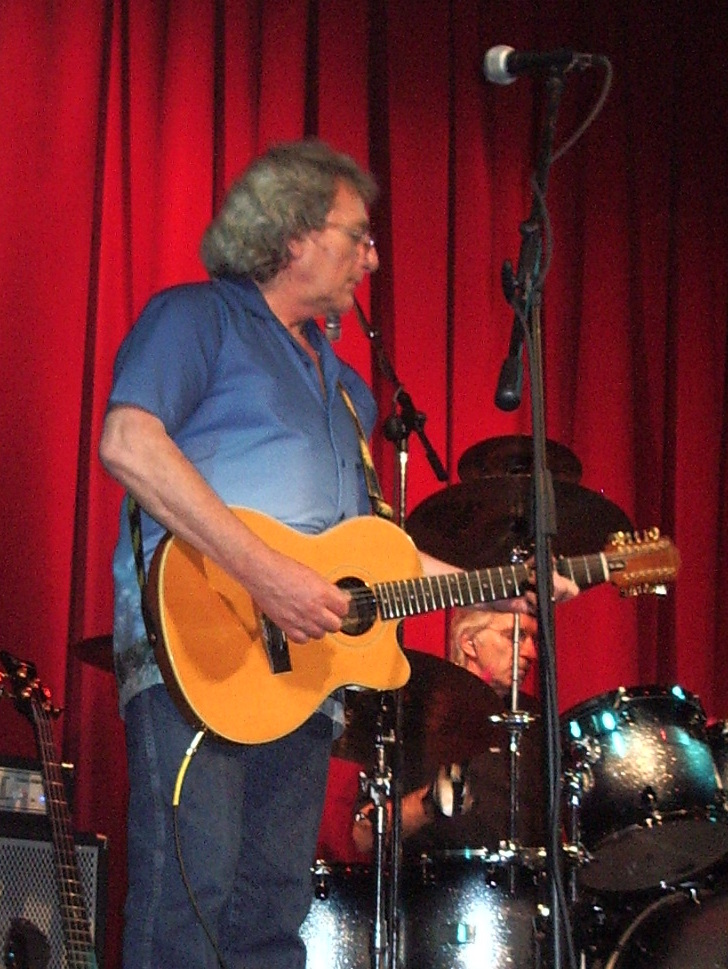
チャス・クロンク(B/Vo) 2008年
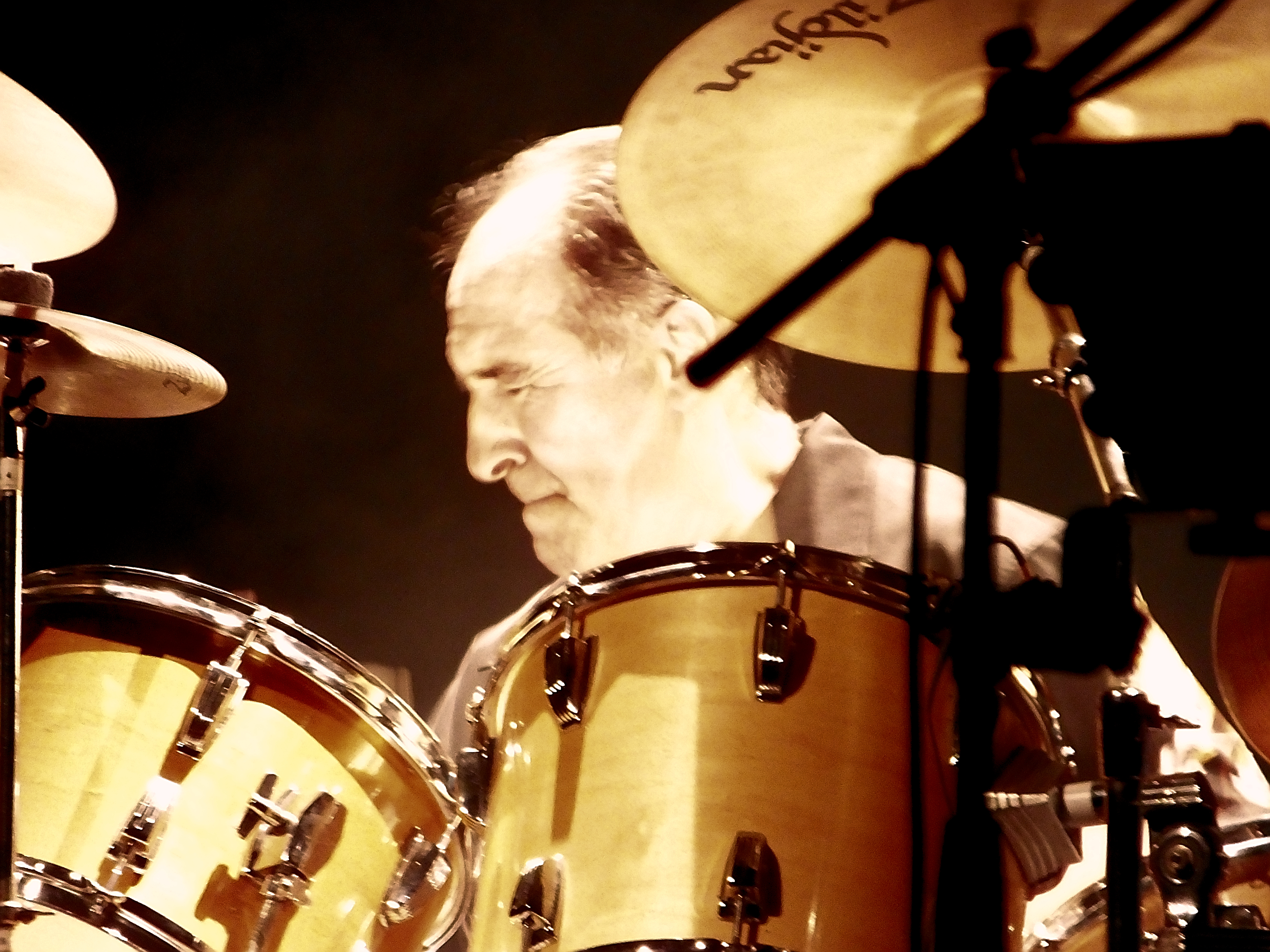
トニー・フェルナンデス(Ds) 2014年
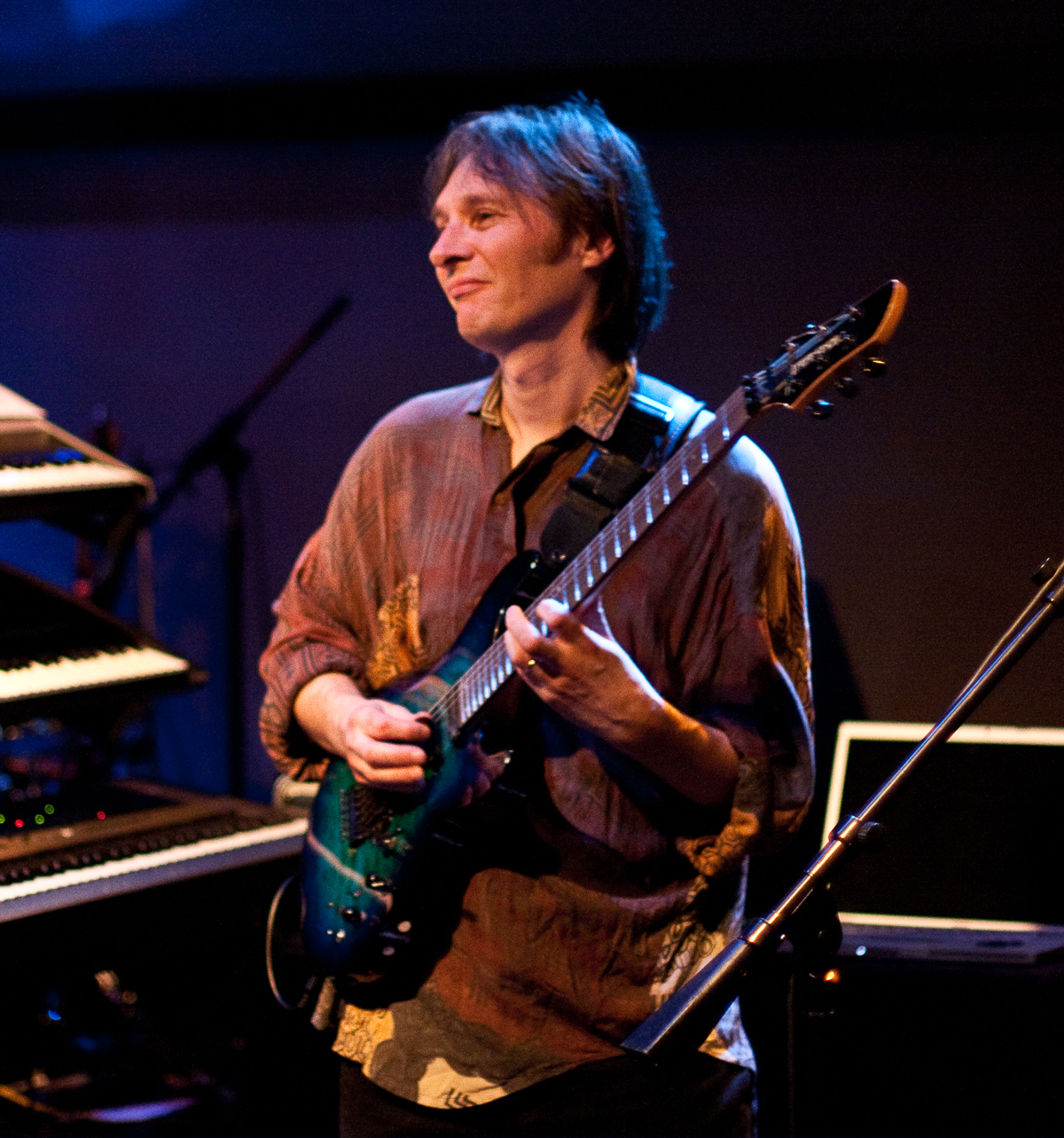
デイヴ・ベインブリッジ(Key) 2010年

### 旧メンバー
- トニー・フーパー (Tony Hooper) - ギター/ボーカル (1964年-1972年, 1983年-1993年) ♱RIP.2020年
- ジョン・ベリー ("Talking" John Berry) - コントラバス/ボーカル (1964年-1966年) ♱RIP.
- ロン・チェスターマン (Ron Chesterman) - コントラバス (1966年-1970年) ♱RIP.2007年
- サンディ・デニー (Sandy Denny) - ボーカル/ギター (1967年) ♱RIP.1978年
- ソーニャ・クリスティーナ (Sonja Kristina) - ボーカル (1968年)
- クレア・デニッツ (Claire Deniz) - チェロ (1969年-1969年)
- リンゼイ・クーパー (Lindsay Cooper) - チェロ/コントラバス (1970年-1970年) ♱RIP.2001年
- リック・ウェイクマン (Rick Wakeman) - キーボード (1970年-1971年)
- リチャード・ハドソン (Richard Hudson) - ドラムス (1970年-1973年, 1983年-2001年, 2004年)
- ジョン・フォード (John Ford) - ベース/ギター (1970年-1973年, 1983年-1985年, 1999年-2001年, 2004年)
- ブルー・ウィーヴァー (Blue Weaver) - キーボード (1971年-1973年, 1983年-1984年, 1993年-2001年, 2004年)
- ロッド・クームズ (Rod Coombes) - ドラムス (1973年-1977年, 2004年-2010年)
- ジョン・ホウケン (John Hawken) - キーボード (1973年-1975年, 2004年-2008年) ♱RIP.2024年
- ロバート・カービー (Robert Kirby) - キーボード (1975年-1977年) ♱RIP.2009年
- アンディー・リチャーズ (Andy Richards) - キーボード (1977年-1980年)
- ブライアン・ウィロビー (Brian Willoughby) - ギター (1978年-1980年, 1983年-2004年)
- ロイ・ヒル (Roy Hill) - ギター/ボーカル (1980年-1980年)
- ジョン・ナイツブリッジ (John Knightsbridge) - ギター (1980年)
- ビンボー・エイコック (Bimbo Acock) - サクソフォーン (1980年)
- クリス・パレン (Chris Parren) - キーボード (1984年-1992年)
- ロッド・デミック (Rod Demick) - ベース/ボーカル (1985年-1998年)
- ドン・エイリー (Don Airey) - キーボード (1993年)
- オリヴァー・ウェイクマン (Oliver Wakeman) - キーボード (2009年-2010年) ※リック・ウェイクマンの長男
- ジョン・ヤング (John Young) - キーボード (2010年-2012年)
- アダム・フォークナー (Adam Falkner) - ドラムス (2012年-2014年)
- アダム・ウェイクマン (Adam Wakeman) - キーボード (2012年-2015年) ※リック・ウェイクマンの次男

### アコースティック・ストローブス歴代メンバー
- デイヴ・カズンズ (Dave Cousins) - アコースティックギター/民族楽器/ボーカル (2001年- 2023年)
- デイヴ・ランバート (Dave Lambert) - アコースティックギター/エレキギター/ボーカル (2001年- 2023年)
- ブライアン・ウィロビー (Brian Willoughby) - アコースティックギター (2001年-2004年)
- チャス・クロンク (Chas Cronk) - ベース/アコースティックギター/ボーカル (2004年- 2023年)

## ディスコグラフィ

### スタジオ・アルバム
- 『ストローブス・ファースト』 - Strawbs (1969年)
- 『ドラゴンフライ』 - Dragonfly (1970年)
- 『骨董品』 - Just a Collection of Antiques and Curios (1970年) ※オリジナル扱いのライブ録音盤
- 『魔女の森から』 - From the Witchwood (1971年)
- 『グレイヴ・ニュー・ワールド』 - Grave New World (1972年)
- 『バースティング・アット・ザ・シームス』 - Bursting at the Seams (1973年)
- 『オール・アワ・オウン・ワーク』 - All Our Own Work (1973年) ※1967年録音
- 『ヒーロー・アンド・ヒロイン』 - Hero and Heroine (1974年)
- 『幻影』 - Ghosts (1975年)
- 『ノーマッドネス』 - Nomadness (1975年)
- 『ディープ・カッツ』 - Deep Cuts (1976年)
- 『バーニング・フォー・ユー』 - Burning for You (1977年)
- 『デッドラインズ』 - Deadlines (1978年)
- 『ドント・セイ・グッバイ』 - Don't Say Goodbye (1987年)
- 『リンギング・ダウン・ジ・イヤーズ』 - Ringing Down the Years (1991年)
- 『ハートブレイク・ヒル』 - Heartbreak Hill (1995年) ※お蔵入りしていた1978年録音の未発表作品
- Baroque & Roll (2001年)
- 『サンプラー』 - Strawberry Sampler Number 1 (2001年) ※1969年録音のデモ音源
- Blue Angel (2003年)
- Déjà Fou (2004年)
- 『ブロークン・ハーテッド・ブライド』 - The Broken Hearted Bride (2008年)
- Dancing to the Devil's Beat (2009年)
- Hero & Heroine in Ascencia (2011年) ※セルフ・リメイク盤
- Prognostic (2014年) ※再編集リメイク盤
- 『ザ・フェリーマンズ・カース』 - The Ferryman's Curse (2017年)
- 『セツルメント』 - Settlement (2021年)
- 『ザ・マジック・オヴ・イット・オール』 - The Magic Of It All (2023年)

### ライブ・アルバム
- Greatest Hits Live (1993年) ※1990年録音。Central TV「ベドロック」ショウ
- Strawbs in Concert (1993年) ※BBC「イン・コンサート」1973年、1974年録音
- 『ザ・ラスト・リゾート（コンサート・クラシックス）』 - Concert Classics (1999年) ※BBC「サイト・アンド・サウンド」1977年録音
- The Complete Strawbs (2000年) ※30周年記念コンサート（Chiswick Houseで収録）
- Live at Nearfest (2005年)
- 『もうひとつの骨董品-ライヴ’70』 - Recollection (2006年)
- Strawbs NY '75 (2007年)
- Lay Down with the Strawbs (2008年) ※2006年録音
- Strawbs 40th Anniversary Celebration 1: Strawberry (2010年)
- Strawbs 40th Anniversary Celebration 2: Rick Wakeman and Dave Cousins (2010年)
- Live At The BBC Vol.One:In Session / Vol.Two:In Concert (2010年)
- 『ライヴ・イン・アメリカ 1977』 - Live In America (2017年)[11]
- Live in Concert (2020年)

### コンピレーション・アルバム
- The Best of Strawbs (1977年)
- 『サンディ&ストローブス』 - Sandy Denny and the Strawbs (1991年) ※1967年録音
- A Choice Selection of Strawbs (1992年)
- Halcyon Days (1997年)
- Tears and Pavan (2002年)
- A Taste of Strawbs (2006年) ※BOXセット
- 『オブ・ア・タイム』 - Of a Time (2012年) ※1stアルバム未収録音源

### アコースティック・ストローブス
- Baroque & Roll (2001年)
- Full Bloom (2005年) ※ライブ・アルバム
- Painted Sky (2005年) ※ライブ・アルバム